# Periplaneta australasiae
Periplaneta australasiae (лат.) — синантропный тропический вид тараканообразных из семейства Blattidae. Длина тела 23-35 миллиметров. Фоновый окрас коричневый, край переднеспинки бледный или жёлтый. Внешне очень похож на американского таракана и легко может быть с ним спутан. Однако он немного меньше американского таракана и имеет жёлтый край на груди и жёлтые полосы по бокам у основания крыльев.

## Распространение
Несмотря на своё название, Periplaneta australasiae — космополитический вид; в Австралии он интродуцирован. Вероятно, происходит из Африки. Широко распространён на юге Соединённых Штатов и в тропическом климате; может быть встречен во многих местах по всему миру благодаря «путешествиям», совершаемым в ходе коммерческой деятельности человека.
Предпочитает более тёплый климат и не является холодостойким, однако в помещении способен выжить и в более холодном климате. Хорошо чувствует себя при высокой влажности, но также может переносить сухость, если есть доступ к воде. Часто живёт по периметру построек. По всей видимости, более растительнояден, чем его родственники, но может питаться широким спектром органических веществ (включая разлагающуюся органику).
Может проникать в помещения в поисках пищи, но в тёплую погоду нередко выходит на улицу. Этот вид можно встретить в природе в тропических районах Австралии; он также был найден вдоль восточного побережья Австралии, от мыса Йорк до границы с Викторией.

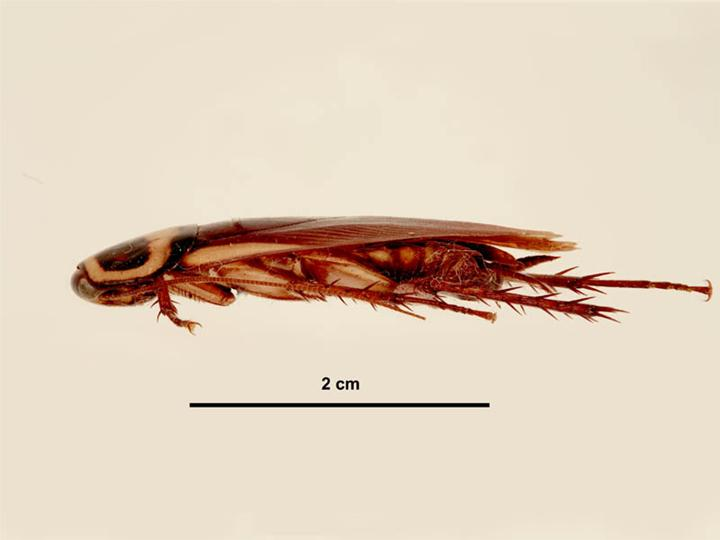
Вид сбоку